# Николай Мясковски
Николай Яковлевич Мясковски (1881 – 1950) е руски и съветски композитор, педагог, народен артист на СССР (1946), професор (1921), доктор по изкуствознание (1940).
Автор е на 27 симфонии, 13 квартета, 9 сонати за пиано, около 100 вокални съчинения, кантати, концерти за цигулка и виолончело с оркестър, съчинение за духов оркестър.
Носител е на 5 Сталински премии – през 1941, 1946 (2 пъти), 1950 и (посмъртно) 1951 г.